# Anselmella malacia
Anselmella malacia is een vliesvleugelig insect uit de familie Eulophidae. De wetenschappelijke naam is voor het eerst geldig gepubliceerd in 2006 door Xiao & Huang.